# 類小䰾
類小鲃（学名：Puntius orphoides），又名類無鬚魮、類無鬚鲃、類小魮、紅胸鰂、馬來鰂，为鯉科無鬚魮屬下的一个种。主要分布于东南亚，体长可达到25公分，與俗稱泰國鯽的施氏魮（學名：Barbonymus schwanenfeldii）外型相似，容易混淆。

## 扩展阅读
- 維基物種上的相關：類小鲃